# Пробуждение (Исилькульский район)
Пробуждение — исчезнувшая деревня в Исилькульском районе Омской области. Входила в состав Кухарёвского сельского поселения. Точная дата упразднения не известна.

## История
Основана в 1926 г. В 1928 г. выселок Пробуждение состоял из 25 хозяйств. В составе Васютинского сельсовета Исилькульского района Омского округа Сибирского края. Колхозы им. Чапаева Баррикадского сельсовета, затем Николая Островского, с 1950-х 3-е отделение клх. «Сибирь».

## Население
По переписи 1926 г. на выселке проживало 165 человек (73 мужчины и 92 женщины), основное население — белорусы